# Tom Thabane
Motsoahae Thomas Thabane más conocido como Tom (n. Maseru, Lesoto, 28 de mayo de 1939) es un político lesotense, primer ministro de su país desde el 16 de junio de 2017 hasta el 20 de mayo de 2020.
Como político a nivel nacional ha sido ministro Relaciones Exteriores entre 1990 y 1991, desde 1998 fue ministro de Interior hasta 2002 que pasó a ser el ministro de Comunicaciones hasta que en el 2004 fue el líder de la oposición, y el primer ministro de Lesoto desde 2012 hasta 2015.

## Biografía
Nacido en la capital de Lesoto, Maseru en el año 1939. Es el hermano mayor de ocho hijos.
En el año 1958 comenzó sus estudios de primaria y secundaria en la High School Lesotho donde se graduó, posteriormente se licenció en Ciencias políticas por la Universidad de Sudáfrica y se graduó en Inglés y Filosofía por la Universidad de Botsuana.
En política decidió unirse al partido político Congreso de Lesoto para la Democracia, donde comenzó siendo miembro del Comité de Solidaridad Afroasiática, en un programa de estudiantes de intercambio con la Unión Soviética. Luego en los años 60 trabajó como en la administración colonial británica y también estuvo como Secretario de Estado durante el gobierno dirigido por el primer ministro Leabui Jonathan entre 1978 y 1983, en ese año fue Secretario del Departamento de Estado hasta 1985 que fue durante un año el Secretario Ejecutivo de Interior hasta 1986.
Tras el Golpe de Estado dado el día 20 de enero del año 1986 contra el primer ministro del país Leabua Jonathan, llegando al poder Metsing Lekhanya, nombró a Tom Thabane como Secretario del Consejo Militar Gobernante y también como Asesor político militar.
Posteriormente entre 1988 y 1990 fue Secretario de Gobierno, hasta que fue nombrado como ministro de Relaciones Exteriores y de Información y Radiodifusión, hasta el siguiente Golpe de Estado contra Metsing Lekhanya en el mes de abril de 1991 donde comenzó a gobernar Elias Phisoana Ramaema, exiliándose Tom Thabane en Sudáfrica.
A la llegada de la Restauración Democrática en Lesoto Tom, regresó de Sudáfrica donde entró en el gobierno de Ntsu Mokhehle, siendo en el año 1994 Administrador Provincial de Comisión Electoral Independiente y entre 1995 y 1998 fue asesor político especial del primer ministro Mokhehle.
En las Elecciones del año 1998 fue elegido como diputado de la Asamblea Nacional por el partido político Congreso de Lesotho para la Democracia (LCD) por la circunscripción electoral del distrito de Abia, donde durante esta etapa de gobierno en Lesoto, Tom obtuvo diversos cargos como ministro.
En el mes de octubre de 2006 renunció a su partido político y fundó uno nuevo llamado Todos Convención Basotho, siendo en el año 2007 el presidente del partido y fue también el líder de la oposición tras haberse presentado alas Elecciones generales de Lesoto de 2007. En las siguientes elecciones del año 2012 Tom fue reelegido nuevamente como presidente del partido, donde consiguieron un total de 120 escaños en la Asamblea Nacional, y también formaron una coalición con el Partido Nacional Basotho, lo que llevó a Tom Thabane a ser nombrado el día 8 de junio del mismo año como 8.º y nuevo primer ministro de Lesoto, sucediendo en el cargo al anterior Pakalitha Mosisili.
Durante este mandato como primer ministro del país es también miembro de la Asamblea de la Unión Africana.

## Distinciones honoríficas
Extranjeras
- Caballero Gran Cruz de la Real Orden de Francisco I (Orden dinástica de la Casa de Borbón-Dos Sicilias, 08/10/2013).[1]